# 배유미 (작가)
배유미(1971년 5월 2일 ~ )는 대한민국의 텔레비전 드라마 작가이다. 1996년 SBS 극본 공모에서 《어떤 동거》가 가작으로 당선되어 활동을 시작하였다. SBS 드라마스페셜 《내 마음을 뺏어봐》을 시작으로 연이어 히트작을 내면서 스타작가로 자리잡았다.

## 집필 작품
- SBS 70분드라마 《머피와 샐리의 법칙》[2] (1997년 6월 15일)
- SBS 70분드라마 《두 어머니》[3] (1997년 9월 14일) - 성주헌 공동집필
- SBS 드라마스페셜 《내 마음을 뺏어봐》(1998년 3월 25일 ~ 1998일 5월 14일)
- SBS 드라마스페셜 《해피투게더》 (1999년 6월 16일 ~ 1999년 8월 5일)
- KBS 주말연속극 《태양은 가득히》 (2000년 9월 16일 ~ 2001년 3월 18일)
- MBC 수목 미니시리즈 《로망스》 (2002년 5월 8일 ~ 2002년 6월 27일)
- MBC 수목 미니시리즈 《위풍당당 그녀》 (2003년 3월 12일 ~ 2003년 5월 8일)
- MBC 수목 미니시리즈 《12월의 열대야》 (2004년 10월 27일 ~ 2004년 12월 23일)
- MBC 주말연속극 《진짜 진짜 좋아해》 (2006년 4월 8일 ~ 2006년 8월 6일)
- MBC 수목 미니시리즈 《누구세요?》 (2008년 3월 5일 ~ 2008년 5월 1일)
- MBC 주말연속극 《반짝반짝 빛나는》 (2011년 2월 12일 ~ 2011년 8월 14일)
- MBC 주말특별기획 《스캔들: 매우 충격적이고 부도덕한 사건》 (2013년 6월 29일 ~ 2013년 10월 27일)
- SBS 특별기획 드라마 《애인 있어요》 (2015년 8월 22일 ~ 2016년 2월 28일)
- SBS 월화 미니시리즈 《키스 먼저 할까요》 (2018년 2월 20일 ~ 2018년 4월 10일)
- KBS 2TV 주말 드라마 《사랑은 뷰티풀 인생은 원더풀》 (2019년 9월 28일 ~ 2020년 3월 22일)

## 수상 경력
- 2011년 MBC 연기대상 연속극부문 올해의 작가상

## 같이 보기
- 김진만